# Lush & Simon
Lush & Simon è un duo italiano di musica elettronica composto da Alessandro Miselli e Simone Privitera (dal 2014 è succeduto al co-fondatore del duo Simone Pioltelli). Sebbene abbiano annunciato “una pausa” dal mondo musicale nel 2018 con un post su Facebook, il duo non ha mai ufficializzato il proprio termine di carriera.

## Carriera
Alessandro Miselli e Simone Pioltelli si incontrano nel 2009 un po’ per caso a Milano e, condividendo le stesse passioni, formano il duo Lush & Simon, rilasciando vari bootleg supportati da altri artisti italiani come Promise Land. Il singolo Adrenaline è stato pubblicato nel 2013 tramite Revealed Recordings, l’etichetta discografica di Hardwell, il DJ numero uno al mondo secondo la classifica stilata dalla prestigiosa rivista DJ Magazine di quell’anno; lo stesso singolo risultó essere uno dei più suonati nei festival del 2013, venendo supportato da artisti di fama mondiale come David Guetta, Nicky Romero, Alesso, Martin Garrix, Thomas Gold e Dyro. Anche il brano seguente, City Of Lights, raggiunge le prime posizioni della classifica di Beatport, venendo utilizzata anche da Tiësto nei propri DJ set. Dopo varie collaborazione come quelle con Marnik, Tom Swoon, Thomas Gold, Paris & Simo e Carta, il duo raggiunge l’apice del successo e della notorietà a livello globale con il singolo What We Started prodotto con Don Diablo, Steve Aoki e BullySongs e pubblicato su Spinnin' Records nel 2016.

### Pausa dalle scene musicali
Nel 2018, dopo la pubblicazione di Callin’, il duo ha annunciato uno stop dalle scene musicali con un post su Facebook, spiegando che non si tratta di una vera e propria separazione, ma di un periodo di pausa dal progetto che li ha resi celebri in tutto il mondo. Nel post il duo ripercorre tutti gli avvenimenti che hanno portato i due ragazzi al successo, dalle collaborazioni con Fabio Rovazzi all’apice raggiunto con la hit What We Started; proprio con la frase “This is what we started, and it’s not over” appartenente a quest’ultimo singolo si concludono i loro ringraziamenti. In un’intervista rilasciata a DJ Mag Italia, Lush ha affermato di voler arrangiare il proprio genere musicale passando dalla classica Progressive House ad un genere più melodico e adatto ai “club”; anche Simon, sempre nella stessa intervista, ha dichiarato di voler intraprendere una strada da solista citando scherzosamente collaborazioni con artisti come Andrea Bocelli.

## Discografia

### Singoli
- 2012: Downtown (Delayers Edit)
- 2013: Tuono (con A-Divizion)
- 2013: Adrenaline
- 2013: City Of Lights
- 2014: Drag Me To The Ground (feat. Rico & Miella)
- 2014: Ahead of Us (con Tom Swoon)
- 2014: City Of Lights (Vocal Mix)
- 2014: Hunter
- 2014: In My Hands (feat. Delaney Jane)
- 2014: Hydrogen (con Uforik)
- 2015: Orion (con Marnik)
- 2015: We Are Lost
- 2015: Drop The Pressure (con Paris & Simo)
- 2015: The Universe
- 2015: Morphine (con Thomas Gold)
- 2016: Warriors
- 2016: Wasted Love (con Gazzo)
- 2016: NY 2 LA (ViP Mix) (con Paris & Simo)
- 2016: Th3 One (con Carta)
- 2016: What We Started (con Don Diablo & Steve Aoki feat. BullySongs)
- 2016: The Next Level
- 2017: We Light Forever Up (con Benny Benassi feat. Frederick)
- 2017: Fade Away (con Sam Feldt feat. Inna)
- 2017: Somebody (feat. IZII)
- 2017: Home (con OOVEE, Ezee)
- 2018: Feels So
- 2018: Breaking Down
- 2018: Callin’

### Remix
- 2013: Osen, Baha – The Warrior
- 2014: Dash Berlin, Collin Mcloughlin, Jay Cosmic – Here Tonight
- 2014: Tritonal – Anchor
- 2015: Lucky Date, David Solano – The End